# Wilhelm Frick
Wilhelm Frick (Alsenz, 12 de março de 1877 — Nuremberga, 16 de outubro de 1946) foi um político nazista, ministro do Interior do Terceiro Reich, julgado e condenado à morte por crimes de guerra pelo Tribunal de Nuremberg.

## Vida
Fez seus estudos básicos e depois se graduou em jurisprudência em 1901, entrando para o serviço público da Baviera como advogado na central de polícia de Munique. Em 1923, participou do Putsch de Munique junto com Adolf Hitler e foi um dos presos na rebelião, julgado e condenado por traição em 1924. Recebeu uma sentença de prisão de quinze meses, suspensa, e foi demitido da polícia.
Ele foi eleito para o Reichstag em 1924, após a comutação de sua sentença, filiando-se ao partido nazista no ano seguinte, ligando-se à ala mais radical do partido no Parlamento, representada pelos irmãos Strasser, Gregor e Otto. Em 1930, foi nomeado ministro do Interior e da Educação da Turíngia. Com a subida de Hitler ao poder em janeiro de 1933, Frick foi nomeado Ministro do Interior da Alemanha, sendo um dos três únicos nazistas integrantes do gabinete original do Führer, com a responsabilidade de proclamar as leis que estabeleceriam o regime nazista ditatorial na Alemanha. Ele manteve o cargo até 1943, quando uma disputa com Heinrich Himmler o fez perder a pasta e ser nomeado para o protocolar cargo de Protetor da Boêmia e Morávia.
Após a guerra, preso e julgado pelo Tribunal de Nuremberg, onde foi o único acusado que se recusou a apresentar uma defesa, seu papel como formulador das Leis de Nuremberg e controlador dos campos de concentração o fizeram ser considerado culpado por planejar e iniciar guerra de agressão, crimes contra a paz e crimes contra a humanidade, sendo condenado à morte por enforcamento. Em 16 de outubro de 1946, ele foi o sexto homem a deixar sua cela algemado, as 2:05 da madrugada, andar até o patíbulo, ter a corda passada no pescoço, dizer as palavras "Vida longa à eterna Alemanha" e cair pelo alçapão.

## Julgamento e execução

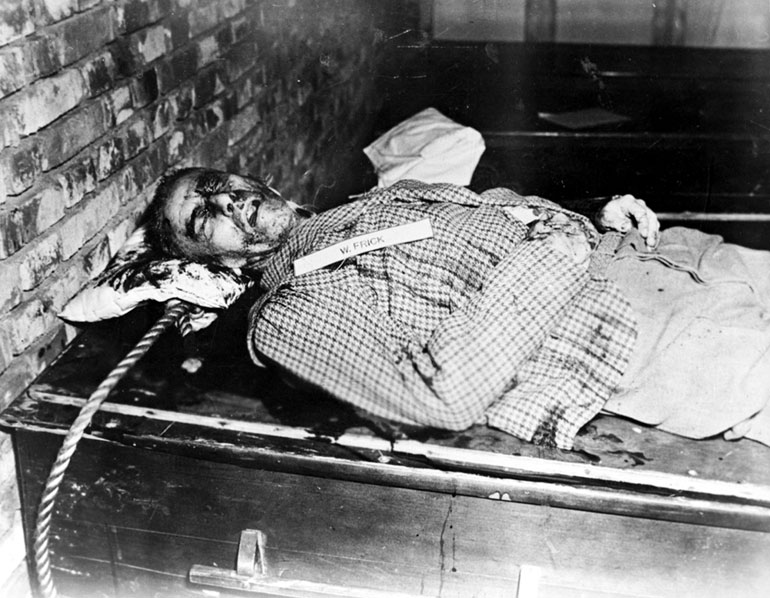
O corpo de Wilhelm Frick, após a execução, 16 de Outubro de 1946.

Frick foi preso e julgado diante do Tribunal Militar Internacional, em Nuremberg. Por seu papel, como ministro do Interior, na formulação da lei habilitante de 1933 e, mais tarde, das Leis de Nuremberg (em coautoria com Wilhelm Stuckart), que distinguia os judeus (considerados Staatsangehörige, isto é, "nacionais") dos "arianos" (Reichsbürger, isto é, "cidadãos do Reich"). Frick foi condenado por planejar, iniciar e conduzir guerras de agressão, crimes de guerra  e crimes contra a humanidade. Foi também acusado de ser um dos principais responsáveis pela existência de campos de concentração. Em seu julgamento, Frick argumentou que nunca pretendeu que as Leis de Nuremberg pudessem ser utilizadas para assassinatos em massa, embora admitisse que isso acabou acontecendo. Foi condenado à morte em 1º de outubro de 1946, e enforcado em 16 de outubro.
Oficialmente, as execuções de Nuremberg foram realizadas de forma limpa, mas, segundo relatos da época, nem sempre isso ocorreu. Eventualmente foi necessário que o carrasco se pendurasse nas pernas do condenado, a fim de acabar com sua agonia, o que, em alguns casos, durou em média, 15 minutos. Jornalistas americanos, presentes aos enforcamentos, relataram que a execução parece ter sido "deliberadamente lenta". Os carrascos americanos, John C. Woods e Joseph Malta, encarregados das execuções no ginásio da Prisão de Nuremberg,  usaram cordas muito curtas, de modo que vários dos condenados não tiveram morte instantânea, por fratura cervical, mas morte lenta, por asfixia.
 A  fotografia do cadáver de Wilhelm Frick  mostra sangue no rosto e sob a cabeça, o que também se observa no caso de Wilhelm Keitel. Isto pode ser devido ao tamanho da abertura do alçapão, que, sendo demasiado estreita, teria provocado ferimentos na cabeça e no rosto dos condenados, durante a queda.

## Publicações
- Die Nationalsozialisten im Reichstag 1924–1928. Munique 1928.
- Erziehung zum lebendigen Volke. Berlim 1933.
- Bevölkerungs- und Rassenpolitik:  Discurso do Ministro do Interior do Reich, Dr. Frick na primeira reunião do Conselho Consultivo de Especialistas para Política Racial e Populacional em 28 de junho de 1933, Beyer Verlag Langensalze 1933.
- Kampfziel der deutschen Schule: Discurso do Ministro do Interior do Reich na Conferência Ministerial de 9 de maio de 1933, Beyer Verlag Langensalza 1933.
- Der Neuaufbau des Reichs. Berlim 1934.
- Die deutsche Frau im nationalsozialistischen Staate. Langensalza 1934.
- Wir bauen das Dritte Reich. Oldenburg 1934.
- Student im Volk. Völkische Aufgaben der Hochschulen. Langensalza 1934.
- Die Rassengesetzgebung des Dritten Reiches, Eher Verlag München 1934.
- Ein Volk – ein Reich. Zur Verkündung der Reichsreform. Langensalza 1934.
- Nordisches Gedankengut im Dritten Reich. Munique 1936.
- Die Aufgabe der Zeitung in der deutschen Bevölkerungspolitik: o discurso de Wilhelm Frick na abertura do sétimo curso de formação avançada em jornais no Instituto de Estudos de Jornais da Universidade de Berlim em 21 de novembro de 1935, Reichsdruckerei Berlin 1936.
- Freiheit und Bindung der Selbstverwaltung. Munique 1937.
- Prag und Moskau, zusammen mit Hans Krebs, Eher Verlag München 1938.
- Deutsches Volkstum im Ausland: literatura e documentos; exposição D. Volksbund para d. germanidade no exterior; Inauguração: 21 de maio de 1938, Hopfer Verlag Burg perto de Magdeburgo 1938
- Die Verwaltung im Kriege. Freiburg im Breisgau 1940.
- Kriegsaufgaben der staatlichen Verwaltung: Vortrag, Nordische Rundschau Kiel 1941.